# RCA端子

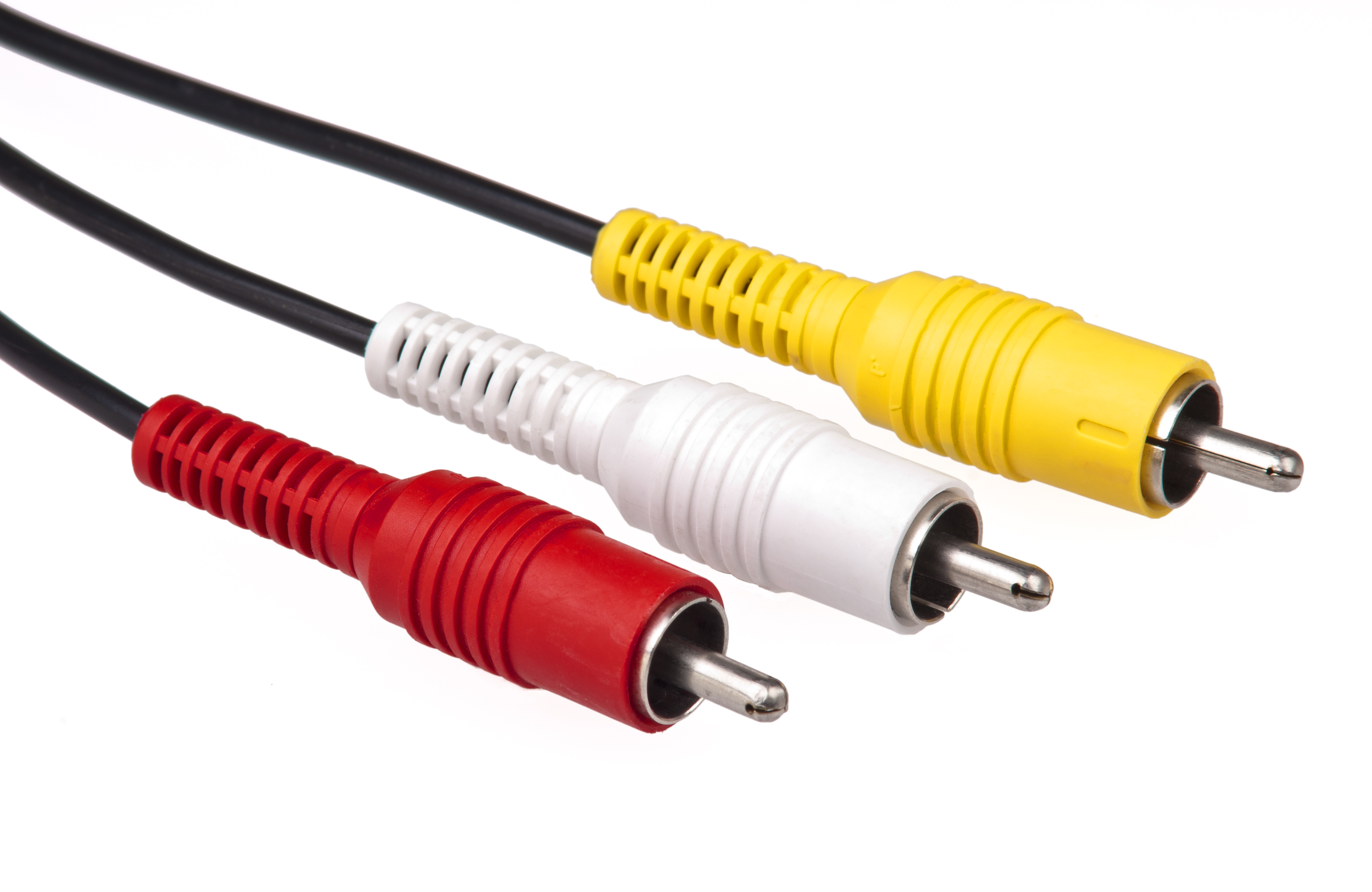
RCA端子の使用例。コンポジット映像信号（黄色）とステレオ音声信号（赤・白）

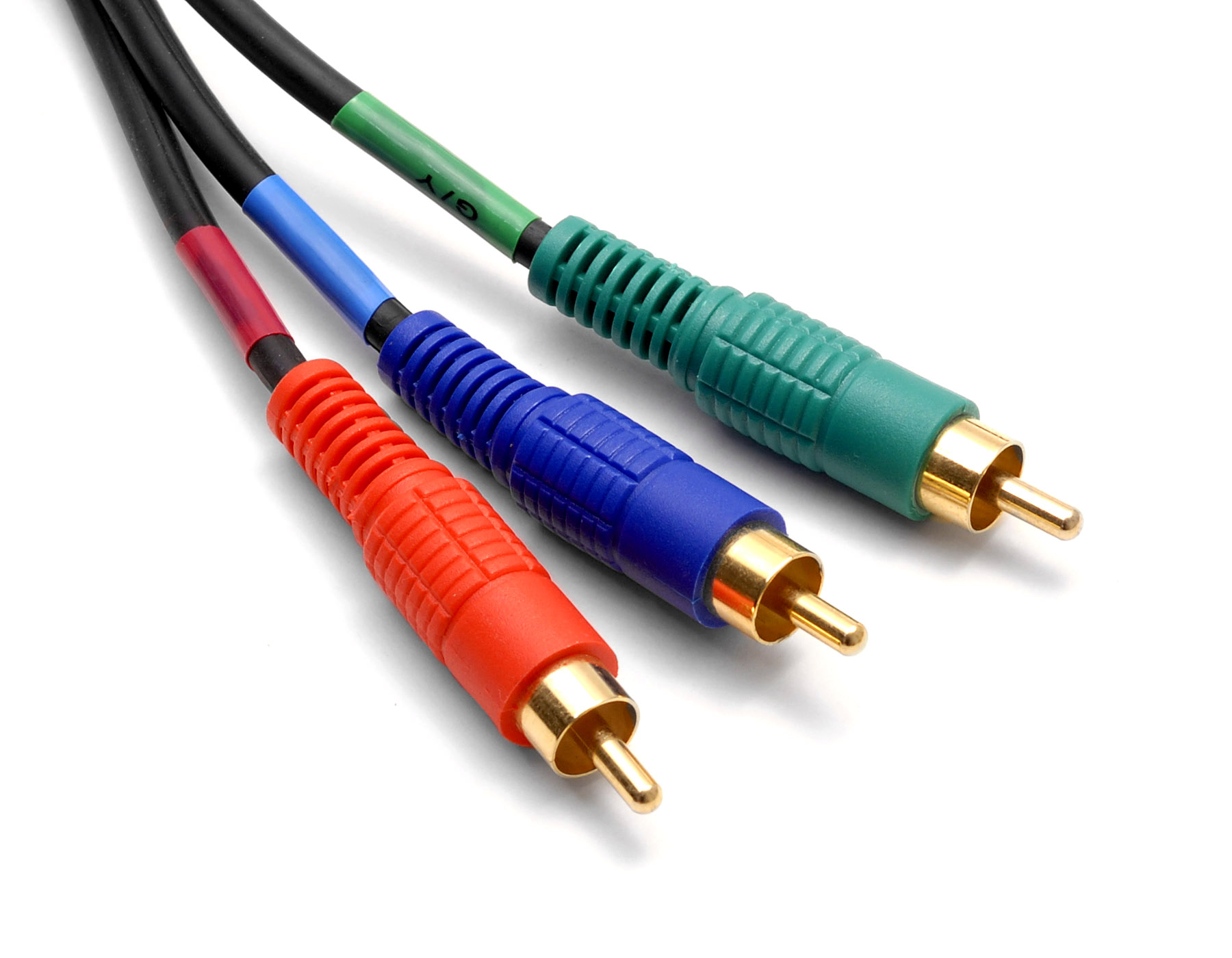
コンポーネント映像信号のRCAプラグ

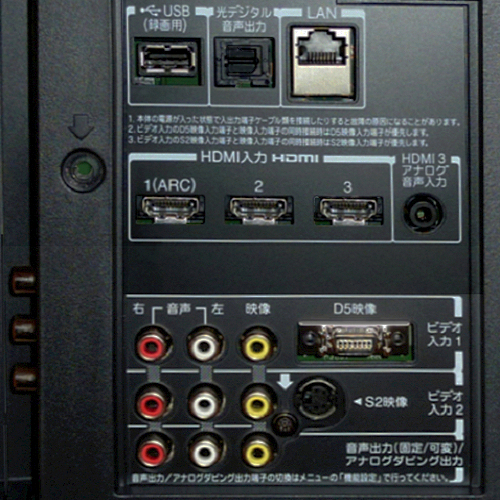
RCA端子（赤・白・黄）を装備しているテレビの例

RCA端子（アールシーエーたんし）とは電気信号をやりとりする端子の一種である。名称は1930年代に電気蓄音機等へ向けてこのプラグの原形を開発したアメリカの家電メーカーRCA（Radio Corporation of America）に由来し、後の買収や消滅を経たあとも使われ続けている。映像・音響機器などで広く用いられており、据置型の民生用機器では特に断りがない限り、アナログの映像端子・音声端子はRCA端子であることが多い。他に、ピン端子や（三色端子）ピンプラグ・ピンジャックとも呼ばれることがある。

## 構造
形状としては、オス側のプラグは中心に金属の棒（ピン）があり、切り込みの入ったリング状の金属板がそれを囲っている。メス側のソケットはピンを差し込む穴の周りを金属のリングが覆っている。接続すると、オスのリングがメスのリングを挟み込む形になる。従来は剥き出しのリングに四方の切り込みが入ったものが多く用いられたが（通称「チューリップ」）、現在は小さな切り込みが1か所だけで、先端数ミリを除いてプラスチックでカバーされた形状が主流となっている。
ピンは信号線、リングはグランド線である。この構造上、接続時は信号線がグランド線よりも先に接触してしまうので、雑音等の影響を受けやすい機器を接続する際は事前に相互の電源を切っておくなどの対処が必要である。
コネクターとしてIECなどで定められた規格が存在せず、製造各社毎に大きさが微妙に異なる。このため、差し込みが緩いものや硬いもの、浅いものや深いものなど様々になってしまっており、中には確実な接触を果たせない組み合わせの製品も存在する。逆にこれを逆手にとり、米モンスターケーブル社のようにひねりながら抜き差ししなければならない代わりに一度差し込めば抜けにくくなっている構造を採用しているメーカーもある。
配線を容易にするため用途ごとに色分けされているが、基本的に構造の差はなく、コンポジットケーブル（黄色）3本をコンポーネントケーブルとして使うことなども可能である。ただしアナログ音声用などの廉価なケーブルは規格インピーダンスの75Ω（オーム）を守っていない場合があり、そうしたケーブルを転用すると画質・音質が下がったり、機器の安定性を悪化させたりする恐れがある（インピーダンス整合を参照）。
2013年以降製造のBDレコーダー&プレーヤーはアナログAV出力端子が全廃され、TV受像機とはHDMIケーブルでしか接続できなくなっている（2020年以降製造機種は加えてアナログAV入力端子も全廃され、従来型アナログ再生機器からのダビングも不可）。2022年以降製造の薄型テレビはアナログAV入力端子が従来型RCAから「映像・音声一体型ミニジャック」へ変更されたため、接続には市販の変換ケーブルが必要となった。パナソニック「4Kビエラ」とソニー「4Kブラビア」2024年以降モデル（有機ELモデルも含む）は・業界で初めてアナログAV入力端子が全廃され(USBおよびHDMI入力と光デジタル出力端子のみの搭載となり）、HDMI端子のない従来型アナログ再生機器の接続ができなくなった。アナログ再生機器についても、従来型「DVDプレーヤー」は2025年3月までに国内大手メーカー全社が生産終了となり、HDMI端子のみを搭載した「BDプレーヤー」への一本化を完了。従来型ビデオデッキが2016年までに生産を終え・ディスクを用いる録再機器も既に「BDレコーダー」へ一本化されたため、従来型RCA端子を搭載したビジュアルレコーダーおよびプレーヤーは・国内メーカー全社が生産を終えたことになる。
国内大手メーカーの大半は、2020年までにアナログAVケーブル・アナログ音声ケーブル・光デジタルケーブル生産より撤退してHDMIケーブルのみの生産へ移行しており、現在のアナログAVケーブル / アナログ音声ケーブル / 光デジタルケーブルはJVCケンウッド / オーム電機 / 朝日電器（ELPA） / エレコムのみが生産している（モノラル機器用AVケーブルとS端子 / D端子 / コンポーネント端子ケーブル生産は国内メーカー全社が終了）。

## 用途ごとの色分け
ステレオ音声端子の登場以降、複数のケーブルを正しく配線しやすいよう、各ケーブルの用途ごとに端子が色分けされるようになった。オス側はカバーに、メス側は穴の周り（外部導体と芯線を隔てる絶縁部）に色が付く。ただし、業務用機器では全て黒色としていることが多いほか、特にオス側に関しては高級品を中心にカバー全体ではなくカバーの一部にリング状等に色付けしているものもある。
この色分けはコンシューマー エレクトロニクス アソシエーション (CEA) によって以下のように規格化されている。なお、モノラル音声の旧式テレビなどについては、音声端子を白色とするものも多い。なお据置式モノラルテレビは・アナログTV放送およびブラウン管テレビ終焉と同時に生産を終了し、現行のモノラルテレビは廉価版ポータブルワンセグテレビのみとなっている。
| アナログ音声信号       | モノラル         | モノラル         | 黒 |  |
| アナログ音声信号       | ステレオ左       | ステレオ左       | 白 |  |
| アナログ音声信号       | ステレオ右       | ステレオ右       | 赤 |  |
| アナログ音声信号       | センター         | センター         | 緑 |  |
| アナログ音声信号       | サラウンド左     | サラウンド左     | 青 |  |
| アナログ音声信号       | サラウンド右     | サラウンド右     | 灰 |  |
| アナログ音声信号       | サラウンドリア左 | サラウンドリア左 | 茶 |  |
| アナログ音声信号       | サラウンドリア右 | サラウンドリア右 | 肌 |  |
| アナログ音声信号       | サブウーファー   | サブウーファー   | 紫 |  |
| デジタル音声信号       | S/PDIF           | S/PDIF           | 橙 |  |
| テレビ電波信号         | RF               | RF               | 黒 |  |
| コンポジット映像信号   | CVBS             | CVBS             | 黄 |  |
| コンポーネント映像信号 | G                | Y                | 緑 |  |
| コンポーネント映像信号 | B                | Cb/Pb            | 青 |  |
| コンポーネント映像信号 | R                | Cr/Pr            | 赤 |  |

## 他の規格との比較
RCA端子は1つの信号ごとに1本のケーブルが必要である。これに対し、SCART端子やHDMI、任天堂のゲーム機用のケーブル（テレビ側はRCA端子）、ソニーのAVマルチなどは音声と映像を1本で伝送できる。
コンポーネント映像信号を伝送する場合、RCA端子では三本1組（音声を除く）での伝送となる。
D端子ではこれらの信号を1本のケーブルにまとめ、さらに画角情報も送ることができる利点があるが、各信号線が近接しているために相互の信号に影響を及ぼし、RCA端子のコンポーネント接続に比べると多少画質が劣るとされる。